# Grande parade maritime de Marseille
 (juillet 2019).
La Grande parade maritime Marseille Provence est un grand défilé de centaines de bateaux, regroupant des bateaux de plaisance, de pêche, de régate et de course océanique, des bateaux traditionnels du patrimoine maritime, de la marine nationale, etc. Cette armada hétéroclite se déroule dans le cadre de « Septembre en mer » et est organisée par l'Office de la mer.

## Présentation
Depuis 1998, date de la création de « Septembre en mer », l'Office de la mer propose une programmation d'événements ayant trait à la mer, ses activités diverses et ses acteurs.
La grande parade maritime a eu lieu :
- la première fois en 1998 pour le Mondial de la mer lors de l'Expo '98,
- la deuxième fois en 2001 lors de la Tall Ships' Races,
- la troisième fois en 2013, lors de la 15e édition de « Septembre en mer ».

## Édition 2013
En 2013, la grande parade maritime s'est déroulée les 7 et 8 septembre et était au programme de Marseille Provence 2013.
Le 7 septembre, la grande parade maritime est partie de La Pointe Rouge pour rejoindre L'Estaque, en passant par les plages du Prado, la corniche Kennedy, les bassins du grand port maritime et le Vieux-Port. Elle a rassemblé plus de 1.000 bateaux.

Durant cette journée le public est accueilli sur l'esplanade du J4 et sur le quai de la Fraternité au Vieux-Port, pour découvrir les produits et métiers de la mer autour de différents stands de présentation et de restauration et d'un concert de la Musique des équipages de la flotte de Toulon.
Le 8 septembre, de nombreux bateaux, restés à quai du Vieux-Port et du J4, proposent des visites.
Quelques bateaux présents :
- Le Belem (1896), dernier trois-mâts barque français,
- Le trimaran Banque Populaire VII (ex-Groupama 3) skippé par Armel le Cléac'h,
- Le bateau-pompe Louis Colet (1974)[2],
- Le  André Malraux du DRASSM,
- L'aviso Commandant Birot (F796) de la Marine nationale,
- Les bateaux de régates de l'architecte naval William Fife : Mariska (1908)[3], Tuiga (1909) du Yacht Club de Monaco, Hispania (1909)[4] et Lady Anne (1912)[5]
- La goélette à trois mâts Adix (1984)[6]

## Édition 2016
Elle se déroulera le dimanche 4 septembre 2016 et rassemblera 2024 bateaux afin de soutenir la candidature de Paris pour les JO de 2024.